# 鷲見昂大
鷲見昂大（日语：／ Sumi Takahiro，2月15日—）是一名日本男性聲優，岐阜縣出身，賢Production所屬。

## 簡歴
2015年，畢業於娛樂媒體綜合學院聲優學科。為School Duo第17期生。

## 人物
特長是臥推、訓練指導、摺紙。喜好為瀑布修行、誦經、重量訓練、爬蟲類。喜歡的食物是肉類料理、咖哩、壽司、甜食。想嘗試的事情是巡遊日本全國的瀑布。
作為業界首屈一指的肌肉聲優為目標，日復一日地進行鍛鍊。臥推紀錄為170公斤，硬舉紀錄為250公斤。

## 演出作品
※粗體字為主要角色。

### 電視動畫
2017年
- 梵諦岡奇蹟調查官（雅各布神父）

2018年
- 偶像學園Stars！（導演）
- 一人之下 羅天大醮篇 / 全性篇（異人A、張楚嵐的對手A、バロン）
- 新幹線變形機器人（工事作業員、夫）
- HUG! 光之美少女（審查員）
- Angolmois 元寇合戰記（手下）
- 進擊的巨人 Season 3（羅德瑞奇、隊員、憲兵、隊長、受付男、幹部）
- 我的英雄學院（叔叔HUC）
- Banana Fish（康谷）
- 龍族拼圖（隊長）
- 刀劍神域 Alicization（中西一等海尉）
- 月影特工（護衛A）
- 青春豬頭少年不會夢到兔女郎學姊（監督）

2019年
- 傀儡馬戲團（增村醫師）
- B-PROJECT〜絕頂＊Emotion〜（真山、贊助商）
- 雷頓的神秘偵探社 ～卡翠的解謎事件簿～（工作人員）
- 琴之森（安東尼·柯爾特）
- 川柳少女（交流會的大叔B）
- 海盜戰記（阿謝拉德傭兵團員）
- 流汗吧！健身少女（健美者）
- 刀劍神域 Alicization War of Underworld（中西一等海尉）
- 警視廳 特務部 特殊凶惡犯對策室 第七課 -特7-（後藤）
- 魯邦三世 過去的監獄（恐怖分子A）
- 超人高中生們即便在異世界也能從容生存！（萊傑納赫）

2020年
- 我的英雄學院 第4期（教師）
- 花牌情緣3（職員）
- 先鋒飛車 極速合體 地球防衛隊（熊貓育三）
- 啄木鳥偵探所（男性客）
- 繼怪怪守護神（六角）
- 闇影詩章（外國玩家）
- 更多！認真地不認真的怪俠佐羅利（門衛2）
- 咒術迴戰（井口前輩）
- 前說！（客人）
- 進擊的巨人 The Final Season（近衛兵長）

2021年
- 工作細胞BLACK（紅血球）
- 這個美妙的世界 The Animation（汎用死神B）
- 桃子男孩渡海而來（低級鬼、騎兵、裁判、巴爾薩斯）
- 世界頂尖的暗殺者轉生為異世界貴族（司令）
- SAKUGAN（沃爾什團部下B）

2022年
- TRIBE NINE（裁判機器人、赤門透、足立成員、般若面）
- 魯邦三世 PART6（住人A、不良B）
- 幻想三國誌 -天元靈心記-（衛兵1）
- 平凡職業造就世界最強 2nd season（魔人族）
- 平家物語（兵10）
- 盾之勇者成名錄 SEASON2（靈龜國司令官、雷布爾國衰減監獄的士兵A）
- 組長女兒與保姆
- 轉生賢者的異世界生活～取得第二職業，成為世界最強～（托尼）
- 永久少年 Eternal Boys（音響師、店長）
- 給不滅的你 Season 2（醫師）

2023年
- 擁有超常技能的異世界流浪美食家（冒險者）
- 淪落者之夜（川之惡魔）
- 我的英雄學院 第6期（醫生）
- 地獄樂（奉行與力、役人、木人們的聲音、道士、道士B）
- 熊熊勇闖異世界PUNCH！（卡波斯、加扎爾、笨蛋格林）
- 屁屁偵探（ウマ沢[4]）
- 勇者死了！（托卡·史考特、惡魔）
- 殭屍100～在成為殭屍前要做的100件事～（訓練員殭屍）
- BLEACH 千年血戰篇-訣別譚-（死神）
- 七大罪 啟示錄四騎士（居民）
- 聖女魔力無所不能（礦夫）

2024年
- 烏鴉不擇主（門衛、下男）
- 戰鬥陀螺 X（觀眾）
- 魔王軍最強的魔術師是人類（布羅茨基）
- 戰國妖狐 千魔混沌篇（金剛）
- 我的英雄學院 第7期（醫生）
- 鴨乃橋論的禁忌推理 2nd Season（職員）
- 成為名留歷史的壞女人吧（誘拐犯）
- 最狂輔助職業【話術士】世界最強戰團聽我號令（伏拉卡夫）
- 亂馬½（造型部男子）

2025年
- 中年男的異世界網購生活（尼亞魯梅洛）
- 紅戰士在異世界成了冒險者（公會會長）
- 神統記（拉古村士兵）
- LAZARUS 拉撒路（跟班）
- 推理要在晚餐後（聽眾、岡田和久）
- mono女孩（旁白、古根龍神）
- 正義使者 -我的英雄學院之非法英雄-（巴士司機）

### 劇場版動畫
2018年
- 我的英雄學院：兩個人的英雄

2019年
- 甲鐵城的卡巴內里 海門決戰（鋼）
- 天氣之子 [5]

2021年
- 機動戰士鋼彈 閃光的哈薩威（雷·拉哈伊德）
- 神在月的孩子（牛神[6]）

2022年
- 阿松～希皮波族與閃耀果實～（隊長希皮波）
- 鈴芽之旅

2023年
- 阿松～魂之章魚燒派對與傳說的留宿～（計程車司機）

2024年
- 劇場版 OVERLORD 聖王國篇

### 網路動畫
2019年
- 無限住人-IMMORTAL-（門徒）

2020年
- 無限住人-IMMORTAL-（有臼）

2021年
- 天空侵犯（游泳面具人）

2022年
- 莎木 the Animation（榎、西條、saijo、泰瑞、毒蛇的弟弟、牛斗[7] 他）
- LUPIN ZERO（黑衣人B）

2023年
- 魯邦三世VS貓眼（法登兵3）

2024年
- MONSTERS 一百三情飛龍侍極（芙蕾雅的父親）

### 遊戲
2014年
- 怪物彈珠（ハデス[8]、チンギス・ハン[8]、シリウス[8]、劉備[8]、ポルトス[8]、ZENIGATA[8]、ジョヤベルン108[8]）

2017年
- 星際大戰：戰場前線II

2018年
- 第二國度II 王國再臨

2019年
- 超異域公主連結☆Re:Dive（ファントムバロン）
- 寶可夢大師
- SD鋼彈G世代 CROSSRAYS（一般兵ボイス〈荒くれ者B〉）

2020年
- 聖鬥士星矢：覺醒（白鯨座 摩傑斯、強戈）
- 毘盧遮那戰姬～源平飛花夢想～（平教盛[9]）

2022年
- Code Geass 反叛的魯路修 Lost Stories

2023年
- 立方體之星（[10]）

2024年
- Final Fantasy VII 重生

## 外部連結
- 鷲見 昂大 賢プロダクション [Kenproduction] 声優事務所・タレント事務所・声優プロダクション
- 鷲見 昂大的X（前Twitter）